# Muzeum Misyjne na Świętym Krzyżu
Muzeum Misyjne Misjonarzy Oblatów Maryi Niepokalanej na Świętym Krzyżu – muzeum, znajdujące się na terenie zespołu klasztornego sanktuarium na Świętym Krzyżu, administracyjnie położone na terenie miasta Nowa Słupia (powiat kielecki). Placówka jest prowadzona przez Zgromadzenie Misjonarzy Oblatów Maryi Niepokalanej.
Muzeum zostało otwarte w maju 1977 roku, a inicjatorem jego powstania był o. Walenty Zapłata. Znajduje się w trzech salach zachodniego skrzydła zabudowań klasztornych. W ramach muzealnej wystawy prezentowane są następujące ekspozycje:
- Sala nr 1 - poświęcona pradziejom Łysej Góry oraz historii klasztoru pod zarządem benedyktynów od XI do XIX wieku,
- Sala nr 2 - obrazująca okres od kasaty zakonu benedyktynów w 1819 roku, poprzez utworzenie w murach zakonnych więzienia w 1882 roku po lata II wojny światowej,
- Sala nr 3 - poświęcona odbudowie klasztoru przez oblatów, którzy przybyli na Święty Krzyż w 1936 roku, a także działalności misyjnej zgromadzenia. Prezentowane tu eksponaty pochodzą z krajów misyjnych Afryki (Kamerun, Lesotho, Egipt, Madagaskar), Azji (Kazachstan, Turkmenistan, Indie, Japonia, Chiny), Ameryki Północnej (Kanada) i Europy (Ukraina). W zbiorach znajdują się przedmioty kultu (m.in. Biblia w języku eskimoskim), stroje, biżuteria, przedmioty codziennego użytku oraz egzemplarze fauny.

Muzeum jest obiektem całorocznym, czynnym codziennie. Za wstęp pobierana jest dowolna ofiara, z przeznaczeniem na misje.